# Zanthoxylum forbesii
Zanthoxylum forbesii är en vinruteväxtart som beskrevs av Thomas Gordon Hartley. Zanthoxylum forbesii ingår i släktet Zanthoxylum och familjen vinruteväxter. Inga underarter finns listade i Catalogue of Life.